# Winkler Prins

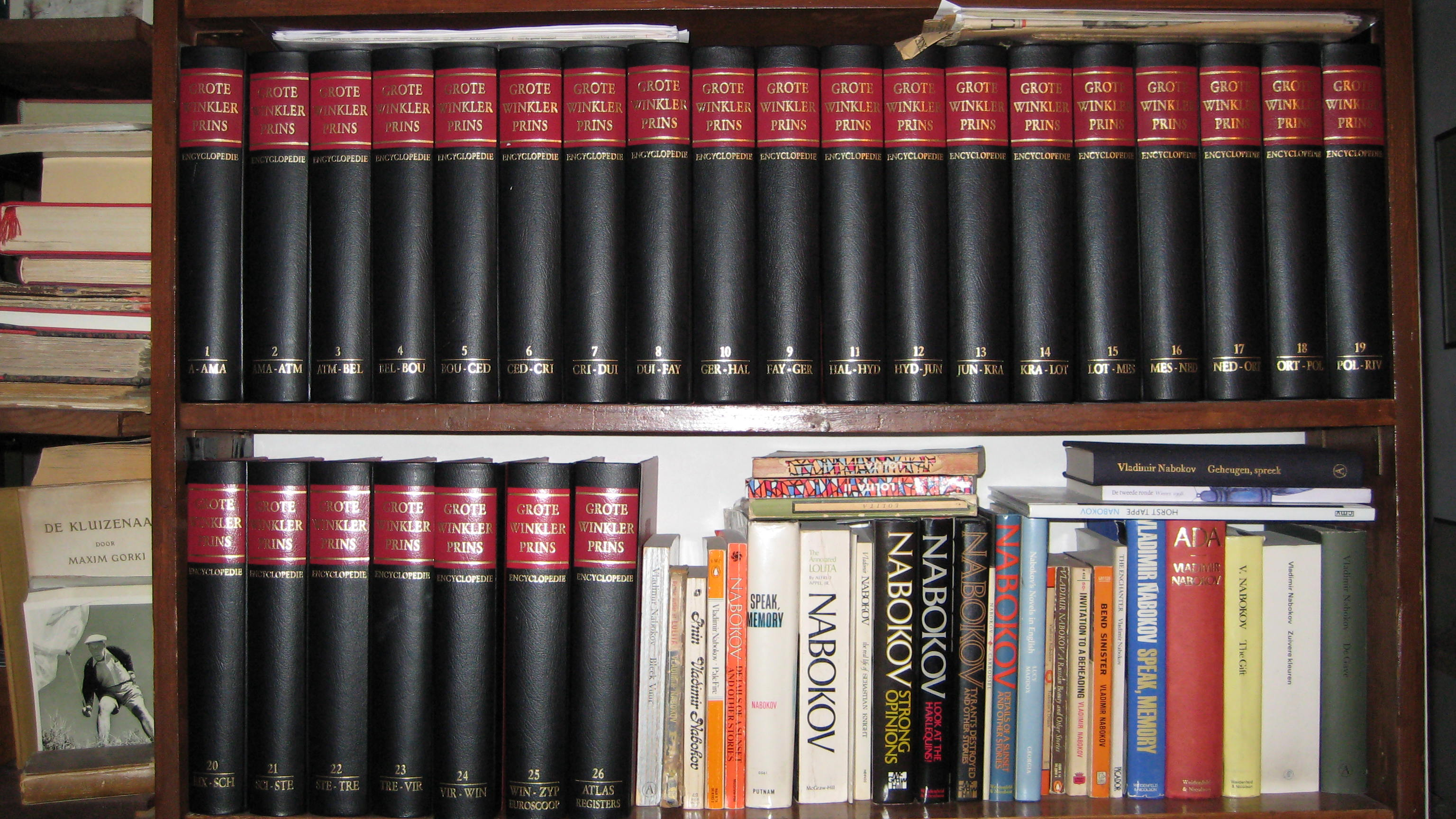
Grote Winkler Prins, 9. edycja

Winkler Prins – niderlandzka encyklopedia, do której powstania przyczynił się holenderski poeta i duchowny Anthony Winkler Prins. Miała 9 edycji. Pierwsza edycja została wydana 16 tomach w latach 1870–1882, a ostatnia, książkowa, licząca 26 tomów, w latach 1990–1993. Ostatnia edycja, zatytułowana De Grote Winkler Prins (Wielki Winkler Prins), to jedna z najbardziej wszechstronnych encyklopedii opublikowanych na świecie, zawierająca ponad 200 tys. artykułów. Dzisiaj istnieje internetowa edycja, która dostępna jest za opłatą.